# Synergy SP
Synergy SP（日语：シナジーSP、シナジーエスピー），是一間企劃、製作日本動畫的公司。

## 歷史
駐於Studio Junio的東映動畫公司主力外部製作團隊之一、以製作海外合作動畫為主的各個成員——岡崎稔、前田實及我妻宏，於東京都杉並區1998年5月1日創立公司。同年9月24日，以「Synergy Japan有限公司」的名義公司化，成為有限會社。
成立當初只接收來自其他公司的作畫統包工作，於2001年與日本動畫公司合作製作《彗星公主》，是為該社首部參與的獨立製作。其後於《爆旋陀螺 2002》擔當實際的動畫製作公司（掛名為日本Animedia） ，造就日後的製作方式。
2005年，小學館Production和其他資金積極購入公司股份，並把名稱改為「Synergy SP」，負責不少小學館作品的改編動畫企劃及製作，大部分於東京電視台週末晨早檔期播放。
2009年，總部从荻洼搬移到现在的所在地。
2017年創辦人之一的冈崎稔退休與我妻宏過世，同年成為新銳動畫有限公司的子公司，增子相二郎就任代表董事社长。小学馆的七野悠里子、集英社的中泽利洋接任担任代表董事。現在和OLM動畫公司及新銳動畫公司合作，主要制作儿童(少年、少女)的动画影片。。
知名的代表作品包括：『彗星公主』、『花漾明星』、『超能少女組』、『真珠美人魚』、『旋風管家』、『四葉遊戲』、『棒球大聯盟』、『ポチっと発明 ピカちんキット』等。與承包的知名參加代表作品：『麵包超人(總承包商:TMS娛樂)』『音速小子X(總承包商:TMS娛樂)』等。

## 作品列表

### 合作／獨立製作

#### 日本

##### 電視動畫
| 播放年份 | 播出時間               | 中文標題                     | 日文標題             | 備註                                       |
| -------- | ---------------------- | ---------------------------- | -------------------- | ------------------------------------------ |
| 2001年   | 4月1日 - 02年1月27日   | 彗星公主                     |                      | 與日本動畫公司共同製作                     |
| 2002年   | 1月7日 - 12月30日      | 爆旋陀螺 2002                |                      | 掛名製作為日本Animedia                     |
| 2003年   | 1月6日 - 12月29日      | 爆旋陀螺 G世代               |                      | 掛名製作為日本Animedia                     |
| 2003年   | 4月5日 - 04年3月27日   | 真珠美人魚                   |                      | 與Actas共同製作                            |
| 2004年   | 4月3日 - 12月25日      | 真珠美人魚Pure               |                      | 與Actas共同製作                            |
| 2004年   | 4月 - 11月             | 熊貓鐵金鋼                   |                      | 與Bee·Media共同製作                        |
| 2004年   | 1月5日 - 12月27日      | B傳說！戰鬥彈珠人            |                      | 實際製作，掛名製作為日本Animedia           |
| 2005年   | 1月10日 - 12月26日     | B傳說！戰鬥彈珠人 炎魂       |                      | 實際製作，掛名製作為日本Animedia           |
| 2005年   | 4月3日 - 07年3月25日   | MÄR 魔兵傳奇                 |                      |                                            |
| 2006年   | 1月9日 - 12月25日      | 爆球Hit! 轟烈彈珠人          |                      | 實際製作，掛名製作為日本Animedia           |
| 2006年   | 4月7日 - 09年3月27日   | 花漾明星                     |                      | 與G&G ENTERTAINMENT共同製作                |
| 2006年   | 4月10日 - 07年3月23日  | 新星輝 決鬥大師 Flash        |                      |                                            |
| 2007年   | 4月1日 - 08年3月30日   | 旋風管家 第一季              |                      |                                            |
| 2008年   | 1月 - 6月              | 棒球大聯盟 第四季            |                      |                                            |
| 2008年   | 4月6日 - 09年3月29日   | 楚楚可憐超能少女組           |                      |                                            |
| 2009年   | 1月 - 6月              | 棒球大聯盟 第五季            |                      |                                            |
| 2009年   | 4月4日 - 11年4月10日   | 戀愛班長                     |                      | 2D動畫製作，與小學館音樂數位娛樂共同製作   |
| 2009年   | 4月5日 - 10年3月28日   | 幸運四葉草                   |                      |                                            |
| 2009年   | 4月5日 - 10年3月28日   | 爆旋陀螺 鋼鐵戰魂            |                      | 實際製作，掛名製作為龍之子製作公司         |
| 2010年   | 4月4日 - 11年3月27日   | 爆旋陀螺 鋼鐵戰魂 爆         |                      |                                            |
| 2010年   | 4月 - 9月              | 棒球大聯盟 第六季            |                      |                                            |
| 2011年   | 4月3日 - 12年4月1日    | 爆旋陀螺 鋼鐵戰魂 4D         |                      |                                            |
| 2011年   | 10月2日 - 12年9月30日  | 激戰！彈珠人                 |                      |                                            |
| 2011年   | 10月10日 - 14年2月17日 | 魔法☆小惡魔                  |                      |                                            |
| 2012年   | 4月8日 - 12月23日      | 爆旋陀螺 鋼鐵戰魂 ZERO G     |                      |                                            |
| 2012年   | 10月7日 - 13年9月29日  | 激戰！彈珠人eS               |                      |                                            |
| 2012年   | 11月9日 - 13年5月10日  | 頭文字D Fifth Stage          |                      |                                            |
| 2014年   | 5月16日 - 6月22日      | 頭文字D Final Stage          |                      |                                            |
| 2020年   | 4月2日 - 6月18日       | 八男？別鬧了！               |                      | 與新銳動畫共同製作                         |
| 2021年   | 7月13日 - 9月28日      | 急戰5秒殊死鬥                |                      | 與studio A-CAT、VEGA ENTERTAINMENT共同製作 |
| 2021年   | 10月9日 - 12月25日     | 大正處女御伽話               |                      |                                            |
| 2022年   | 4月24日 - 10月2日      | 杜鵑婚約                     |                      | 與新銳動畫共同製作                         |
| 2023年   | 4月7日 - 6月23日       | 可愛過頭大危機               |                      |                                            |
| 2023年   | 7月4日 - 9月19日       | 甜點轉生                     |                      |                                            |
| 2023年   | 10月7日 - 12月23日     | 女朋友與女朋友（Season 2）   |                      |                                            |
| 2024年   | 1月8日 - 3月25日       | 休假的壞人先生               |                      | 與新銳動畫共同製作                         |
| 2024年   | 4月5日 - 6月21日       | 怪人的沙拉碗                 |                      | 與STUDIO COMET共同製作                     |
| 2024年   | 10月11日 - 12月27日    | 再見龍生，你好人生           |                      | 與VEGA ENTERTAINMENT共同製作               |
| 2025年   | 1月－3月               | 黑岩目高不把我的可愛放在眼裡 |                      |                                            |
| 2025年   | 7月－                  | 雙人單身露營                 |                      |                                            |
| 2026年   | 1月－3月               | 優雅貴族的休假指南           |                      | 與アセンション共同製作                     |
| 2026年   | 待公布                 | 待公布                       | 死亡帳號             |                                            |
| 2026年   | 待公布                 | 待公布                       | 與龍之子製作共同製作 |                                            |

##### OVA
- 楚楚可憐超能少女組 ～愛多憎生！被奪走的未來？～（絶対可憐チルドレン 〜愛多憎生! 奪われた未来?〜，2010年）
- 棒球大聯盟 訊息（ ，2010年）
- 型男戀愛王國 （オレ様キングダム，2011年）
- 巧克力的魔法（日语：ショコラの魔法）（2011年）
- 棒球大聯盟 World Series ～通往夢想的瞬間～（メジャー MAJOR ワールドシリーズ編 ～夢の瞬間へ～，2012年）
- （2012年）
- （2012年）
- 12歲。 （12歳。，2014年，與アセンション（日语：アセンション (企業)）共同製作）

##### 劇場版
- 快樂卡姆果(アニメミライ2015/ハッピーカムカム，2015年)
- 劇場版戰鬥陀螺 鋼鐵奇兵VS太陽 灼熱的侵略者（劇場版メタルファイト ベイブレードVS太陽 灼熱の侵略者ソルブレイズ，2010年）

#### 日本外
- Nuts Nuts Nuts（2010年-2012年，與MILLIMAGES共同製作）
- Mon robot et moi（2011年-2012年，與MILLIMAGES共同製作）
- Beast Saga（2013年）

### 參與製作

#### 電視動畫
- 麵包超人（それいけ！アンパンマン，1988年－，總承包商：TMS娛樂，各話製作協力）
- 櫻桃子劇場 可吉可吉（さくらももこ劇場 コジコジ，1997年－1999年，總承包商：日本動畫公司，各話製作協力）
- 麗佳公主（スーパードール☆リカちゃん，1998年－1999年，總承包商：MADHOUSE，各話製作協力）
- 淘氣二人組（日语：スージーちゃんとマービー）（1999年－2000年，總承包商：XEBEC，各話製作協力）
- 週刊故事樂園（日语：週刊ストーリーランド）（1999年－2001年，總承包商：日本動畫公司，各話製作協力）
- NieA（日语：NieA_7）（2000年，總承包商：TRIANGLE STAFF，各話製作協力）
- Baby Felix（日语：ベイビーフィリックス）（ ，2000年－2001年，總承包商：RADIX ACE ENTERTAINMENT，各話作畫協力）
- 魔法咪路咪路（わがまま☆フェアリーミルモでポン!，2002年-2003年，總承包商：雲雀工作室，各話製作協力）
- 愛你寶貝（愛してるぜベイベ★★，2004年，總承包商：TMS Entertainment，各話製作協力）
- 冰上萬花筒（銀盤カレイドスコープ，2005年，總承包商：Karak，各話製作協力）
- 血戰（2005年，總承包商：Production I.G，各話動畫協力）
- 悲慘世界 少女珂賽特（レ・ミゼラブル 少女コゼット，2007年，總承包商：日本動畫公司，各話製作協力）
- Treasure Gaust（日语：トレジャーガウスト）（2007年，動畫製作）
- 帝托拉傳奇（デルトラクエスト，2008年，總承包商：OLM，各話制作協力）
- 波菲的漫長旅程（ポルフィの長い旅，2008年，總承包商：日本動畫公司，各話製作協力）
- 我的狐仙女友（かのこん，2008年，總承包商：XEBEC，各話製作協力）
- 西洋骨董洋菓子店～Antique～（西洋骨董洋菓子店 〜アンティーク〜，2008年，總承包商：日本動畫公司、白組，製作協力）
- 魔法使的條件 夏季的天空（魔法遣いに大切なこと 〜夏のソラ〜，2008年，總承包商：HAL FILM MAKER，各話製作協力）
- 魔法少女小圓（魔法少女まどか☆マギカ，2011年，總承包商：SHAFT，各話製作協力）
- 遊戲王ZEXAL（遊☆戯☆王ZEXAL，2011年，總承包商：GALLOP，各話製作協力）
- 異國迷宮的十字路口 The Animation（異国迷路のクロワーゼ The Animation，2011年，總承包商：SATELIGHT，各話製作協力）
- 神的記事本（神様のメモ帳，2011年，總承包商：J.C.STAFF，第二原畫）
- 亞斯塔蘿黛的後宮玩具（アスタロッテのおもちゃ!，2011年，總承包商：Diomedéa，第二原畫）
- PSYCHO-PASS心靈判官（PSYCHO-PASS サイコパス，2012年，總承包商：Production I.G，第二原畫）
- 迷你裙宇宙海賊（モーレツ 宇宙海賊 パイレーツ，2012年，總承包商：SATELIGHT，各話製作協力）
- 問題兒童都來自異世界？（問題児たちが異世界から来るそうですよ？，2013年，總承包商：Diomedéa，第二原畫）
- 閃爍的青春（アオハライド，2014年，總承包商：Production I.G，各話製作協力）
- 花舞少女（ハナヤマタ，2014年，總承包商：MADHOUSE，各話製作協力）
- HERO BANK（日语：ヒーローバンク）（2014年，總承包商：TMS娛樂，各話製作協力）
- 狼少女和黑王子（オオカミ少女と黒王子，2014年，總承包商：TYO Animations，各話製作協力）
- 空戰魔導士培訓生的教官（空戦魔導士候補生の教官，2015年，總承包商：diomedea，各話製作協力）
- 其實我是…（実は私は，2015年，總承包商：TMS娛樂，各話製作協力）
- （2015年，總承包商：新銳動畫，製作協力）
- 百無禁忌！女高中生私房話（おしえて！ ギャル子ちゃん，2016年，總承包商：Feel.，第二原畫）
- 12歲。～小小的胸口心跳加速～（12歳。〜ちっちゃなムネのトキメキ〜，2016年，總承包商：OLM，各話製作協力）
- 神技汪達（日语：カミワザ・ワンダ）（2016年-2017年，總承包商：TMS娛樂，製作協力）
- （2017年，總承包商：新銳動畫，製作協力）
- 妖怪公寓的優雅日常（妖怪アパートの幽雅な日常，2017年，總承包商：新銳動畫，製作協力）
- 按鍵發明 PIKACHIN-KIT（日语：ポチっと発明 ピカちんキット）（2018年-2020年，總承包商：OLM × 新銳動畫，各話製作協力）
- 新幹線戰士（新幹線変形ロボ シンカリオン THE ANIMATION，2019年，總承包商：OLM、各話製作協力→製作協力〈第53話以後〉）

#### OVA
- 真救世主傳說 北斗神拳 尤莉亞傳 （ ，2007年，總承包商：TMS娛樂，動畫製作協力）

#### 劇場版
- （2000年，總承包商：SATELIGHT，製作協力）
- éX-Driver（日语：エクスドライバー）（2002年，總承包商：Actas，製作協力）
- 戰鬥陀螺劇場版 激戰！小龍VS大地（爆転シュ—ト べイブレ—ド THE MOVIE 激闘!!タカオVS大地，2002年，總承包商：日本Animedia，製作協力）
- Pa-Pa-Pa The☆Movie 小超人帕門（日语：パーマン#Pa-Pa-Pa ザ★ムービー パーマン）（ 2003年，總承包商：新銳動畫，製作協力）
- 麵包超人：生命之星朵莉（日语：それいけ!アンパンマン いのちの星のドーリィ）（．2006年，總承包商：TMS娛樂，動畫製作）
- 麵包超人：達旦旦和雙子星（日语：それいけ!アンパンマン だだんだんとふたごの星）（．2009年，總承包商：TMS娛樂，動畫製作）
- 麵包超人：黑鼻子與魔法之歌（日语：それいけ!アンパンマン ブラックノーズと魔法の歌）（．2010年，總承包商：TMS娛樂，動畫製作）
- 可可林與奇跡之星大救援（日语：それいけ!アンパンマン すくえ! ココリンと奇跡の星）（．2011年，總承包商：TMS娛樂，動畫製作）
- 神奇寶貝劇場版：比克提尼與黑英雄 捷克羅姆/白英雄 雷希拉姆（．2011年，總承包商：OLM、XEBEC、Production I.G，動畫製作）
- 閃電十一人GO VS 紙箱戰機W（．2012年，總承包商：OLM、制作協力）
- 劇場版 魔法少女小圓［新篇］叛逆的物語（（2013年，總承包商：SHAFT、制作協力）
- 電影版妖怪手錶：閻魔大王與5個故事喵！（映画妖怪ウォッチエンマ大王と5つの物語だニャン!，2015年，總承包商：OLM、制作協力）
- 電影版櫻桃小丸子：來自義大利的少年（ちびまる子ちゃんイタリアから来た少年，2015年，總承包商：日本動畫公司、制作協力）
- （2017年，與新銳動畫共同制作）
- 電影Korasho的海底心跳不已大冒險!（日语：映画コラショの海底わくわく大冒険!）（2019年，總承包商：TMS娛樂、制作協力）
- 劇場版新幹線戰士：來自未來的神速ALFA-X（2019年[7]，總承包商：OLM、制作協力）

#### 網路動畫
- 大力工頭系列（2008年，總承包商：日本動畫公司，製作協力）

#### 遊戲
- 旋風管家 我就是羅密歐，羅密歐就是我（ハヤテのごとく! ボクがロミオでロミオがボクで，2007年，製作協力）

## 關連人物

### 動畫師
- 前田實
- 岡崎稔
- 我妻宏
- 長森佳容
- 島崎知美
- 牧内桃子
- 堀内修
- 槙田一章
- 小丸敏之
- 初見浩一

- 中島渚
- 藤崎賢二
- 吉田肇
- 宍戸久美子
- 近藤優次
- 松本朋之
- 川口敬一郎
- 藤本義孝
- 奥脇雅晴
- 小寺勝之

- 渡邊慎一
- 川西泰二
- 奥村吉昭
- 關田修
- 小高義規
- 細川秀樹
- 橋口洋介
- 伊東英樹
- 萩原祥子
- 甲藤円

### 編劇
- 土屋理敬
- 豬爪慎一
- 福田裕子
- 白根秀樹
- 武上純希
- 筆安一幸

### 其他
- 中澤利洋
- 大野嘉代子

## 關連項目
- 日本動畫工作室列表
- Junio Brain Trust（舊：Studio Junio）
- Animedia
- 小學館集英社製作 - 小學館 MUSIC & DIGITAL ENTERTAINMENT（日语：小学館ミュージック&デジタル エンタテイメント）
- 快樂快樂月刊
- 新銳動畫 - 2017年後的母公司
- 亞細亞堂
- OLM - 監製人櫻井涼介與阿部勇調任。
- HORNETS（日语：HORNETS） - 監製人八田正宣和首席攝影師坪内弘樹在2013年12月獨立營業的動畫製作公司。
- T Plus　- HORNETS動畫攝影工作室從2016年分離出來。

## 外部連結
- 官方網站 （页面存档备份，存于）